# スポーツソウル
スポーツソウル（朝鮮語: 스포츠서울、英語: Sports Seoul）は、韓流タイムズ株式会社（旧 株式会社スポーツソウル）が発行する大韓民国のスポーツ新聞である。

## 概要
1985年6月22日、ソウル新聞の姉妹紙として創刊。スポーツ・芸能情報を専門的に扱う日刊紙であり、韓国の新聞として初めて漢字を排除したハングルのみの横組みのカラー紙面を採用した。

### イベント
スポーツ分野においては1986年創設の「プロ野球スポーツソウル今年の賞」、競馬の「スポーツソウル杯」、毎年秋開催の「スポーツソウル マラソン大会」など、さまざまなイベントを主催している。芸能分野では1990年に創設されたソウル歌謡大賞を主催しているほか、2017年に映画やTVドラマを対象としたザ・ソウルアウォーズを創設した。

### 発行元
1999年12月に株式会社スポーツソウル21が設立され、ソウル新聞社から分社化された。2004年1月にKOSDAQに上場。2012年7月に株式会社スポーツソウルに社名変更した。2019年1月に韓流タイムズ株式会社に社名変更し、6月に同名の総合経済誌を立ち上げた。

### 日本版
2018年10月1日、有限会社ピッチコミュニケーションズによってスポーツソウル日本版サイトの運営が開始され、同社代表取締役の慎武宏がスポーツソウル日本支社長に就任した。